# Colibri à tête violette
Klais guimeti
Genre
Espèce
Répartition géographique
Statut de conservation UICN

 LC  : Préoccupation mineure
Statut CITES
Le Colibri à tête violette (Klais guimeti) est une espèce de colibris (la famille des Trochilidae) d'Amérique centrale et du nord de l'Amérique du Sud.

## Description
Ce petit colibri ne mesure qu'environ 7,5 cm de longueur pour une masse de moins de 3 g. Le mâle a le front, la calotte et la gorge violettes. La femelle a la calotte bleu verdâtre.

## Aire de répartition
L'aire de répartition de cette espèce s'étend au nord jusqu'au Honduras, au sud jusqu'en Bolivie, à l'est jusqu'au Brésil et au Venezuela, et à l'est jusqu'à Équateur.

## Habitats
Cette espèce habite les forêts tropicales et subtropicales humides de plaines et de montagne (jusqu'à 1 000 m d'altitude) mais aussi sur les forêts fortement dégradées, les clairières et les jardins au voisinage des forêts.

## Sous-espèces
D'après Alan P. Peterson, cette espèce est constituée des sous-espèces suivantes :
- Klais guimeti merrittii (Lawrence, 1860) — du Honduras au Panama ;
- Klais guimeti guimeti (Bourcier, 1843) — Serranía de Perijá, cordillère de la Costa (Venezuela), Andes de Colombie, Équateur et nord du Pérou ;
- Klais guimeti pallidiventris Sztolcman, 1926 — flanc oriental des Andes du Pérou à la Bolivie.